# 36, rue du Bastion
Ne doit pas être confondu avec le 36, quai des Orfèvres qui est l'ancien siège
Pour les articles homonymes, voir Bastion (homonymie).
Le 36, rue du Bastion (surnommé le Bastion) est le bâtiment où se trouvent le siège et les services de la Direction régionale de la police judiciaire de la préfecture de police de Paris depuis juillet 2017.
Les différents services de cette direction se trouvaient auparavant à dix-huit adresses différentes, dont la plus connue était le 36, quai des Orfèvres.
Attenant au Tribunal de Paris, le bâtiment est numéroté 36 (en mémoire de l'ancien siège), rue du Bastion dans le 17e arrondissement de Paris (Quartier des Batignolles à côté de la Porte de Clichy).

## Historique
Fin mars 2016, pour marquer l'arrivée du siège de la Police judiciaire à cette adresse, le conseil de Paris décide de renommer une section de la rue Mstislav-Rostropovitch en rue du Bastion, dans la partie qui longe le bastion no 44 de l'enceinte de Thiers, fortification défensive du XIXe siècle démantelée en 1929.
Le bâtiment s'étend du 24 au 38 de la rue du Bastion. Il a ainsi pu reprendre pour adresse officielle le numéro 36, numéro devenu au fil du XXe siècle un des surnoms populaires de la police judiciaire parisienne, en raison de son implantation historique au 36, quai des Orfèvres.

## Anciens sites
Avant la construction de cet immeuble, la police judiciaire parisienne était répartie dans plusieurs sites dont :
- 36, quai des Orfèvres : Direction régionale, Brigade criminelle, Brigade de recherche et d’intervention  et Brigade des stupéfiants ;
- 3, quai de l'Horloge : Service régional d'Identité judiciaire ;
- 12, quai de Gesvres : Brigade de protection des mineurs, Brigade d'exécution des décisions de justice ;
- la rue du Château-des-Rentiers : Sous-direction des Affaires économiques et financières, dont la Brigade financière ;
- la rue de Lutèce : Brigade de répression du banditisme et Brigade de répression du proxénétisme.

Le nouveau « 36 » est inauguré le 19 octobre 2017. Seule la Brigade de recherche et d'intervention conserve son implantation au quai des Orfèvres.

## Présentation
L'architecture du bâtiment, conçue par l'agence Valode et Pistre, s'inspire directement des fortifications de Vauban. L'architecte Denis Valode explique : 
« Nous avons repris la forme en zigzag des anciennes citadelles. Le bâtiment est protégé par un bastion de chaque côté avec une entrée en retrait mise en scène par un grand porche [...] son aspect solide et minéral transpose l'image des anciennes fortifications en langage contemporain et ancre le projet dans son territoire, tandis que sa couleur calcaire reflète la couleur des appareillages d'angle des magasins de l'Opéra ».

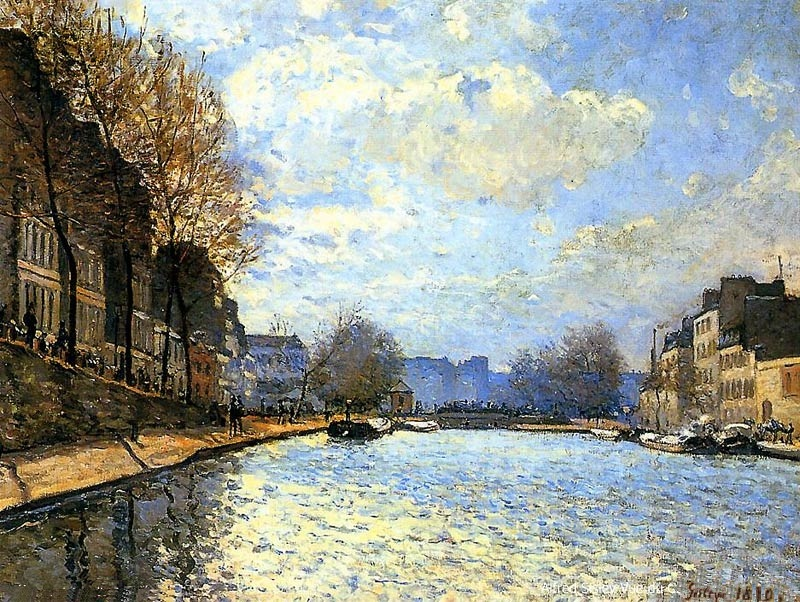
Vue du canal Saint-Martin d'Alfred Sisley, source d'inspiration pour les couleurs de la façade.

La façade du bâtiment, composée de nombreux panneaux de verre, cherche à rappeler les couleurs du ciel parisien. Pour cela le ciel du tableau d'Alfred Sisley, Vue du canal Saint-Martin, a été numérisé et six teintes ont été sélectionnées pour composer la façade.
L'immeuble comporte dix niveaux pour une surface de 32 500 m2.